# Вернер фон Гільза
Барон Вернер Альбрехт фон унд цу Гільза (нім. Werner Albrecht Freiherr von und zu Gilsa; 4 березня 1889, Берлін — 8 травня 1945, Літомержице) — німецький офіцер, генерал піхоти вермахту. Кавалер Лицарського хреста Залізного хреста з дубовим листям.

## Біографія
Виходець із давнього роду гессенських аристократів Гільза. У березні 1908 року вступив на військову службу фанен-юнкером в гвардійський фузілерний полк. У Першу світову війну командував ротою, потім займав штабні посади. З липня 1918 року — командир батальйону.
Після війни продовжив службу в рейхсвері. До початку Другої світової війни — командир піхотного полку. У вересні-жовтні 1939 року брав участь в Польській кампанії. У травні-червні 1940 року брав участь у Французькій кампанії. З квітня 1941 року — командир 216-ї піхотної дивізії. З 22 червня 1941 року брав участь у німецько-радянській війні, у боях в Білорусії, потім у боях на Московському напрямку.
Очолював каральні операції спільно з частинами РОНА в Брянській області (Локотське самоврядування). З червня 1943 року — командувач 89-м армійським корпусом (в Бельгії). У 1944 році брав участь в боях на Західному фронті проти американо-британських військ. З грудня 1944 року — в командному резерві. З 8 березня 1945 року — командувач обороною Дрездена. З 5 травня 1945 року — командувач корпусом «Гільза». 8 травня 1945 покінчив життя самогубством після капітуляції Німеччини.

## Звання
- Фанен-юнкер (березень 1908)
- Лейтенант (серпень 1909)
- Оберлейтенант (липень 1915)
- Гауптман (липень 1918)
- Майор
- Оберстлейтенант
- Оберст
- Генерал-майор (лютий 1941)
- Генерал-лейтенант (жовтень 1942)
- Генерал піхоти (липень 1943)

## Нагороди

### Перша світова війна
- Залізний хрест
  - 2-го класу (18 жовтня 1914)
  - 1-го класу (14 травня 1915)
- Лицарський хрест королівського ордена дому Гогенцоллернів з мечами
- Ганзейський Хрест (Гамбург)
- Хрест «За військові заслуги» (Австро-Угорщина) 3-го класу з військовою відзнакою

### Міжвоєнний період
- Почесний хрест ветерана війни з мечами
- Медаль «За вислугу років у Вермахті» 4-го, 3-го, 2-го і 1-го класу (25 років)

### Друга світова війна
- Застібка до Залізного хреста
  - 2-го класу (14 вересня 1939)
  - 1-го класу (21 жовтня 1939)
- Лицарський хрест Залізного хреста з дубовим листям
  - Лицарський хрест (5 червня 1940)
  - Дубове листя (№ 68; 24 січня 1942)
- Медаль «За зимову кампанію на Сході 1941/42»